# CROBEX
CROBEX® je službeni indeks Zagrebačke burze Počeo se objavljivati 1. rujna 1997. godine. Bazni datum je 1. srpnja 1997. godine, a bazna vrijednost 1.000.

## Vrsta indeksa
CROBEX® je indeks dobiven na osnovi free float tržišne kapitalizacije, pri čemu je težina pojedine dionice ograničena na 15%. Ako se nekom od dionica koje sačinjavaju CROBEX® nije trgovalo predmetnog dana, uzima se zadnja cijena.

## Izračun
Indeks CROBEX® se računa kao omjer free float tržišne kapitalizacije i free float tržišne kapitalizacije na bazni datum. Free float tržišna kapitalizacija određene dionice računa se kao umnožak broja izdanih dionica, free float faktora i zadnje cijene dionice. Udjel free float tržišne kapitalizacije pojedine dionice u ukupnoj tržišnoj kapitalizaciji indeksa CROBEX®, na dan revizije, ne može preći 10%. Ako nekom dionicom nije trgovano dotičnog dana, uzima se prethodna zadnja cijena.

## Revizije
Revizija indeksa obavlja se po završetku trgovine, svakog trećeg petka u mjesecu ožujku i rujnu te se primjenjuje od sljedećeg trgovinskog dana. Revizija indeksa CROBEX© vrši se na temelju podataka o trgovini u šestomjesečnom razdoblju koje prethodi reviziji, a sve promjene u sastavu indeksa objavit će se u javnosti.
U slučaju izvanrednih događaja koji mogu utjecati na realnost i vjerodostojnost indeksa CROBEX® u razdoblju između dviju redovitih revizija, Komisija za indeks može izvršiti izvanrednu reviziju načina izračuna indeksa CROBEX®, na način da se nekoj dionici u indeksu smanji težina ili da dionicu isključi iz indeksa. Ako se sukladno prethodnom stavku dionica isključuje iz indeksa, u indeks će se uključiti dionica s najvećim vaganim tržišnim udjelom.
Izvanrednim događajem smatra se osobito sljedeće:
- izvanredni korporativni događaji (npr. stečaj ili likvidacija društva, povećanje ili smanjenje temeljnog kapitala društva, preuzimanja društva, spajanje i pripajanje društva).
- ukidanje uvrštenja određenog vrijednosnog papira
- dugotrajna suspenzija trgovine određenim vrijednosnim papirom
- ostale okolnosti vezane uz izdavatelja ili vrijednosni papir koje mogu utjecati na realnost i vjerodostojnost indeksa CROBEX®.

## Izvanredna revizija – ubrzani ulazak u indeks
Komisija za indeks može izvršiti izvanrednu reviziju i uključiti novu dionicu u indeks u slučaju da dionica, prema podacima o trgovanju dionicama, u prvih 30 kalendarskih dana od dan uvrštenja ostvari trgovanje u 100% ukupnog broja trgovinskih dana u promatranom razdoblju, vodeći računa o njezinoj tržišnoj kapitalizaciji i likvidnosti. Ako se sukladno prethodnom stavku dionica uključuje u indeksa, iz indeksa će se isključiti dionica s najmanjim vaganim tržišnim udjelom.

## Prilagođavanje baze indeksa
Do prilagođavanja baze indeksa CROBEX© dolazi u slučaju uključivanja novih dionica u indeks, odnosno isključivanja postojećih dionica iz indeksa te zbog promjene broja izdanih dionica koje ulaze u sastav indeksa, čime se osigurava vremenska usporedivost indeksa.

## Vanjske poveznice
Zagrebačka burza